# شيلدون روبرتس
شيلدون روبرتس (بالإنجليزية: Sheldon Roberts) هو خبير بالمعادن ومهندس أمريكي، ولد في 27 أكتوبر 1926 في روبرت في الولايات المتحدة، وتوفي في 6 يونيو 2014 في ميكمينفيل في الولايات المتحدة.